# Kościół św. Jana Pawła II w Rajbrocie
Kościół św. Jana Pawła II – murowana świątynia rzymskokatolicka w miejscowości Rajbrot, w gminie Lipnica Murowana, w powiecie bocheńskim, w województwie małopolskim. Jest kościołem filialnym parafii Narodzenia NMP w Rajbrocie. 

## Historia
Kościół znajduje się w centrum miejscowości Rajbrot. Budowę rozpoczęto w 2003 roku, w miejscu plebańskich budynków gospodarczych. W 2003 roku papież Jan Paweł II poświęcił kamień węgielny pod budowę kościoła. Kamień ów pochodzi z bazyliki św. Piotra w Rzymie. Poświęcenie świątyni odbyło się w niedzielę 7 sierpnia 2011 roku, przez biskupa diecezjalnego Wiktora Skworca. Konsekracji dokonał biskup diecezjalny tarnowski Andrzej Jeż.